# دانشگاه دهلی
دانشگاه دهلی (انگلیسی: University of Delhi) یک دانشگاه دولتی مرکزی، واقع در دهلی نو، هند است. این دانشگاه در ۱۹۲۲ و بر اساس تصویب مجلس قانون‌گذاری مرکزی، هند بریتانیا تأسیس شد.